# Un artista del mondo fluttuante
Un artista del mondo fluttuante (An Artist of the Floating World), tradotto originariamente in italiano col titolo Un artista del mondo effimero, è un romanzo di Kazuo Ishiguro del 1986.

## Trama
Ambientato in Giappone dopo la seconda guerra mondiale, il libro è narrato da Masuji Ono, un anziano pittore che riflette sulla sua vita e su come l'ha vissuta. Si accorge che la sua reputazione, una volta grande, è diminuita dalla fine della guerra, e le attitudini nei riguardi suoi e delle sue opere sono cambiate. In particolare Ono deve accettare la responsabilità per i suoi comportamenti del passato. Il romanzo prova a rispondere alla domanda: qual è il ruolo dell'uomo in una società in rapida evoluzione?

## Premi
Il romanzo è stato finalista del Booker Prize del 1986 ed ha vinto il Whitbread Book Awards dello stesso anno.

## Influenza culturale
- Nel 2014, il compositore francese Karol Beffa ha reso omaggio a Kazuo Ishiguro. Il suo secondo concerto per violino è intitolato An Artist of the Floating World.

## Edizioni italiane
- Un artista del mondo effimero, traduzione di Laura Lovisetti Fuà, Collana I Coralli n.14, Torino, Einaudi, 1994, ISBN 978-88-061-3603-1.
- Un artista del mondo fluttuante, Collana ET Scrittori, Torino, Einaudi, 2006, ISBN 978-88-061-8494-0.